# Flughafenschleife Köln
| |                                                                                             |                                                   |                                           |
| Streckennummer (DB): | 2691 (2692/3/4)                                                                             |                                                   |                                           |
| Kursbuchstrecke (DB): | 450.13 (S-Bahn) 459 (Oberbergische Bahn) 465 (Rechte Rheinstrecke) 472 (Schnellfahrstrecke) |                                                   |                                           |
| Streckenlänge: | 15,2 km                                                                                     |                                                   |                                           |
| Spurweite: | 1435 mm (Normalspur)                                                                        |                                                   |                                           |
| Streckenklasse: | D4                                                                                          |                                                   |                                           |
| Stromsystem: | 15 kV 16,7 Hz ~                                                                             |                                                   |                                           |
| Maximale Neigung: | 40 ‰                                                                                        |                                                   |                                           |
| Streckengeschwindigkeit: | 130 km/h                                                                                    |                                                   |                                           |
| Zugbeeinflussung: | PZB                                                                                         |                                                   |                                           |
| Zweigleisigkeit: | durchgehend                                                                                 |                                                   |                                           |
| |                                                                                             |                                                   |                                           |
| \| \| \| von Köln Messe/Deutz, von Köln Messe/Deutz S-Bahn \| \| \| \| 5,5 \| Köln Flughafen Nordwest (Abzw) \| Köln Flughafen Nordwest (Abzw) \| \| \| 0,0 \| Köln Flughafen Nordost (Abzw) \| Köln Flughafen Nordost (Abzw) \| \| \| \| nach Gießen \| \| \| \| \| nach Köln Steinstraße Abzw (S-Bahn) \| \| \| \| 1,5 \| Köln Frankfurter Straße \| Köln Frankfurter Straße \| \| \| \| \| \| \| \| 8,5 2,3 \| Köln Frankfurter Straße Abzw \| Köln Frankfurter Straße Abzw \| \| \| \| BAB 59 \| \| \| \| \| Bahnstrecke Köln-Kalk–Overath \| \| \| \| \| Schloss Röttgen (1.047 m) \| \| \| \| \| Flughafentunnel (4.210 m) \| \| \| \| 15,2 \| Köln/Bonn Flughafen \| Köln/Bonn Flughafen \| \| \| \| BAB 59 \| \| \| \| 18,5 0,0 \| Porz-Wahn Nord (Abzw) \| Porz-Wahn Nord (Abzw) \| \| \| \| \| \| \| \| \| von Köln Messe/Deutz \| \| \| \| \| von Köln Steinstraße (Schnellfahrstrecke) \| \| \| \| 1,3 \| Porz-Wahn \| Porz-Wahn \| \| \| 19,5 \| Porz-Wahn Süd (Abzw) \| Porz-Wahn Süd (Abzw) \| \| \| \| nach Frankfurt (Main), nach Gießen \| \| |                                                                                             |                                                   |                                           |
| |                                                                                             | von Köln Messe/Deutz, von Köln Messe/Deutz S-Bahn |                                           |
| Blockstelle · Strecke | 5,5                                                                                         | Köln Flughafen Nordwest (Abzw)                    | Köln Flughafen Nordwest (Abzw)            |
| Strecke · Blockstelle | 0,0                                                                                         | Köln Flughafen Nordost (Abzw)                     | Köln Flughafen Nordost (Abzw)             |
| Abzweig geradeaus und nach rechts · Strecke |                                                                                             | nach Gießen                                       | nach Gießen                               |
| Kreuzung geradeaus oben · Abzweig geradeaus und nach rechts |                                                                                             | nach Köln Steinstraße Abzw (S-Bahn)               | nach Köln Steinstraße Abzw (S-Bahn)       |
| Strecke · Bahnhof mit S-Bahn-Halt | 1,5                                                                                         | Köln Frankfurter Straße                           | Köln Frankfurter Straße                   |
| Abzweig geradeaus und von links · Abzweig geradeaus und nach rechts |                                                                                             |                                                   |                                           |
| Blockstelle · Strecke | 8,5 2,3                                                                                     | Köln Frankfurter Straße Abzw                      | Köln Frankfurter Straße Abzw              |
| Strecke mit Straßenbrücke · Strecke mit Straßenbrücke |                                                                                             | BAB 59                                            | BAB 59                                    |
| Strecke · Strecke nach links |                                                                                             | Bahnstrecke Köln-Kalk–Overath                     | Bahnstrecke Köln-Kalk–Overath             |
| Tunnel |                                                                                             | Schloss Röttgen (1.047 m)                         | Schloss Röttgen (1.047 m)                 |
| Tunnelanfang |                                                                                             | Flughafentunnel (4.210 m)                         | Flughafentunnel (4.210 m)                 |
| Bahnhof mit S-Bahn-Halt (im Tunnel) | 15,2                                                                                        | Köln/Bonn Flughafen                               | Köln/Bonn Flughafen                       |
| Tunnelende |                                                                                             | BAB 59                                            | BAB 59                                    |
| Blockstelle | 18,5 0,0                                                                                    | Porz-Wahn Nord (Abzw)                             | Porz-Wahn Nord (Abzw)                     |
| Abzweig geradeaus und nach links · Strecke von rechts |                                                                                             |                                                   |                                           |
| Kreuzung geradeaus oben · Abzweig geradeaus und von rechts |                                                                                             | von Köln Messe/Deutz                              | von Köln Messe/Deutz                      |
| Abzweig geradeaus und von rechts · Strecke |                                                                                             | von Köln Steinstraße (Schnellfahrstrecke)         | von Köln Steinstraße (Schnellfahrstrecke) |
| Strecke · S-Bahnhof | 1,3                                                                                         | Porz-Wahn                                         | Porz-Wahn                                 |
| Blockstelle · Strecke | 19,5                                                                                        | Porz-Wahn Süd (Abzw)                              | Porz-Wahn Süd (Abzw)                      |
| |                                                                                             | nach Frankfurt (Main), nach Gießen                |                                           |

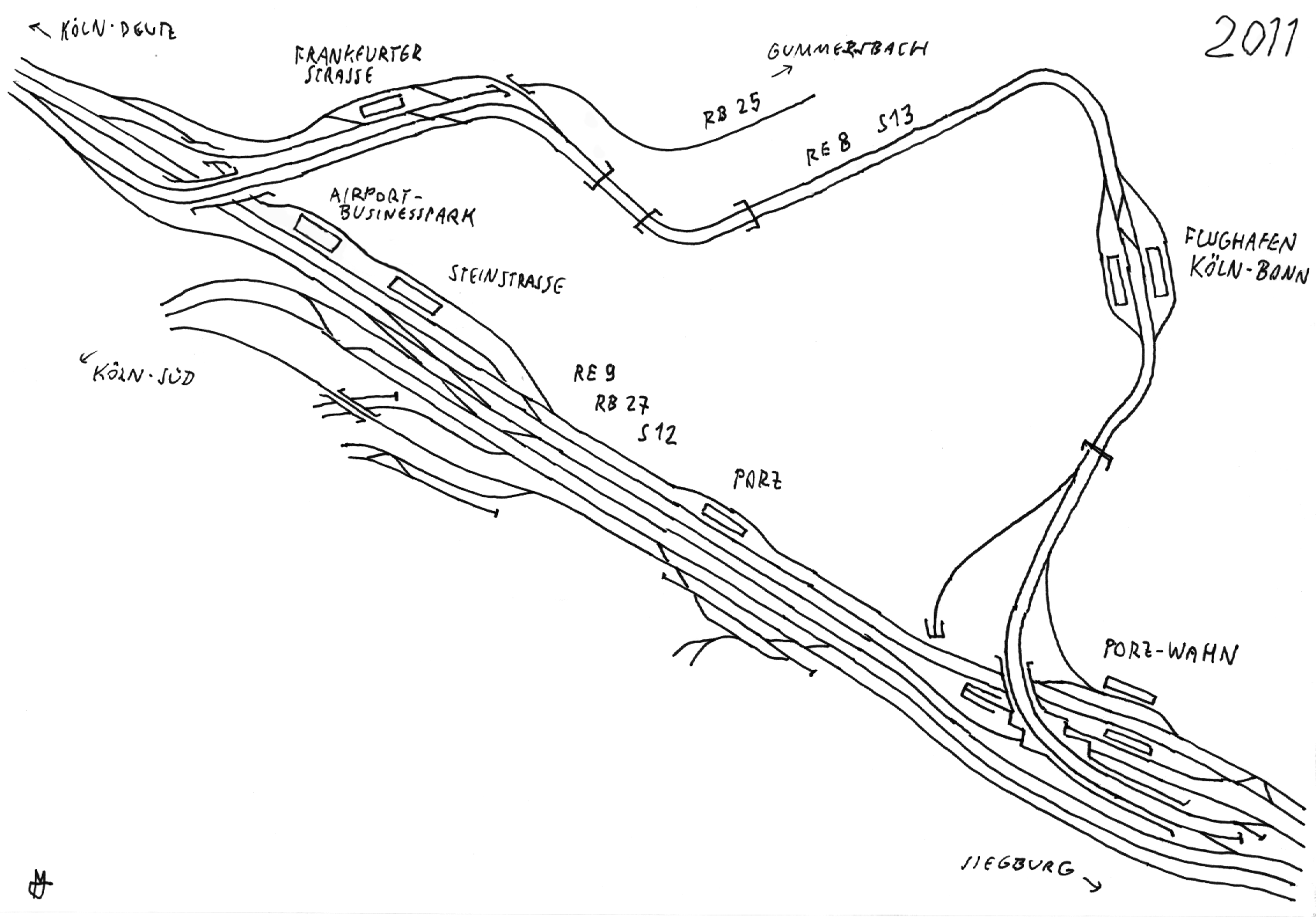
Gleisplan der Flughafenschleife mit ihrer Anbindung an die Schnellfahrstrecke

Die Flughafenschleife Köln ist eine 15,2 km lange Bahnstrecke, die den Bahnhof Köln/Bonn Flughafen mit der Schnellfahrstrecke Köln–Rhein/Main verbindet.
Die durchgehend auf dem Gebiet der Stadt Köln liegende Schleife wird planmäßig von ICE-Zügen, dem RE 6 (Rhein-Weser-Express), der RB 25 (Oberbergische Bahn), RB 27 (Rhein-Erft-Bahn) und der S-Bahn-Linie 19 befahren.

## Verlauf
Die zweigleisige Strecke zweigt nordwestlich von Gremberghoven von der Schnellfahrstrecke Köln–Rhein/Main ab. Der nördlichen Ausfädelung, am Gremberger Kiesgrubensee "Alberti", folgt ein dreistöckiges Kreuzungsbauwerk mit einer Höhendifferenz von 19 m und einer Rampenneigung von 40 Promille.
Die Strecke verläuft zunächst parallel zur Strecke Köln−Gummersbach, kreuzt die Bundesstraße 8 (Frankfurter Straße). Nach Unterfahrung der Bundesautobahn 59 schwenkt sie Richtung Südosten und durchfährt in einem Einschnitt landwirtschaftlich genutzte Flächen des Maarhäuser Feldes.
Der neu errichtete Bahnhof Frankfurter Straße bindet das Gewerbegebiet Gremberghoven sowie den Airport Businesspark an den öffentlichen Nahverkehr an. Der Bahnhof wird sowohl von der S-Bahn als auch von der S-Bahn-ähnlichen RB 25 „Oberbergische Bahn“ bedient. Er ist von der Ost- und der Westseite barrierefrei zu erreichen. Eingerichtet wurden auch eine Bushaltestelle an der Frankfurter Straße sowie ein P+R-Parkplatz. Im Bahnhof besteht die Möglichkeit, von und nach Richtung Flughafen auf die S-Bahn-Strecke in und aus Richtung Köln Messe/Deutz zu wechseln.
Nach Passage des Schloss-Röttgen-Tunnels (1.047 m) schwenkt die Trasse in eine Parallellage nördlich der A 59 ein, verläuft in nordöstlicher Richtung am Autobahnkreuz Flughafen und der Autobahn-Anschlussstelle Porz-Grengel vorbei. Sie tangiert das Naherholungsgebiet Gut Leidenhausen und tritt anschließend in den 4.210 m langen Flughafentunnel ein. Dabei werden das Naturschutzgebiet Wahner Heide und das Flughafengelände mit dem Flughafenbahnhof Köln/Bonn komplett unterirdisch unterquert. In dem 38 km² umfassenden Naturschutzgebiet kommen verschiedene Tier- und Pflanzenarten vor. Dazu zählen unter anderem das Schwarzkehlchen und das Torfmoos-Knabenkraut.
Nach einer weiteren Unterquerung der A 59 tritt die Strecke erneut an die Oberfläche und verläuft zwischen Elsdorf und Wahn in einem Einschnitt. Nach einem 400 m langen Damm mündet die Strecke in die Neubaustrecke ein. Zuvor fädeln beidseitig Gleise zur höhenfreien Anbindung des S-Bahnhofs Porz-Wahn aus.

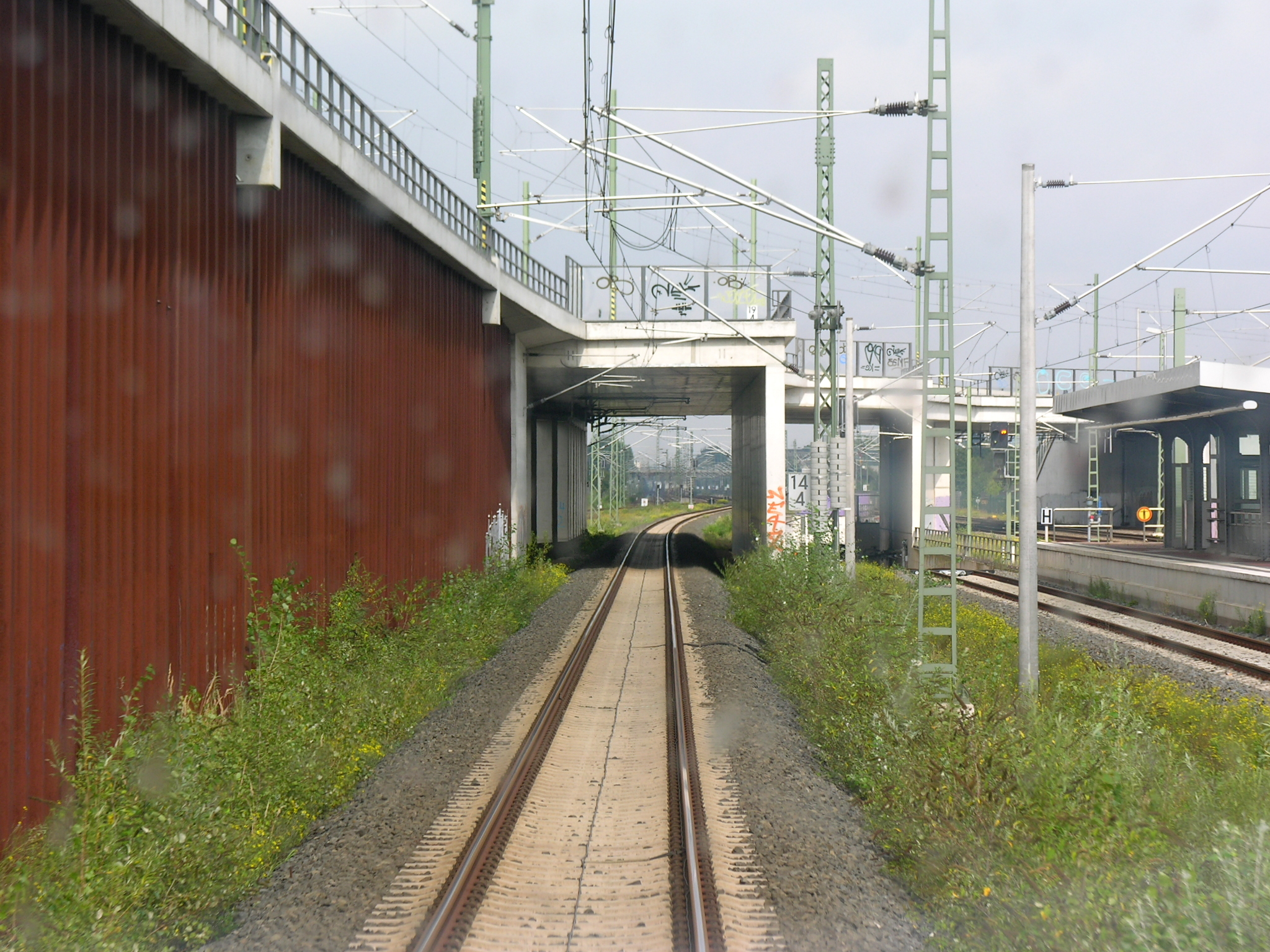
Blick aus einem ICE auf dem Weg nach Köln beim Unterqueren der südlichen Ausfädelung der Flughafenschleife

Dabei fädelt zunächst das S-Bahn-Gleis in Richtung Troisdorf aus der Flughafenanbindung aus, fällt in der Gradiente anschließend um 40 Promille ab, unterquert die Streckengleise nördlich des Bahnhofs Porz-Wahn und steigt anschließend wieder mit 40 Promille an, um höhengleich in die Bestandsstrecke einzufädeln. Die Fernverkehrsgleise der Flughafenanbindung fädeln auf Höhe des Klärwerks Porz-Wahn in die Strecke ein.
Ein doppelter Gleiswechsel ist am nördlichen Ende des Flughafenbahnhofs vorhanden, der die Möglichkeit bietet, zwischen den beiden inneren Gleisen (Gleis 2 und 3) zu wechseln. Diese Möglichkeit wird durch die dort endenden ICE-Linien genutzt.
Die Ein- und Ausfädelung aus der zur Schnellfahrstrecke führenden Bahnstrecke Köln–Siegburg erfolgt bei Köln-Gremberghoven und Porz-Wahn vollständig kreuzungsfrei mittels Überwerfungsbauwerken. Die Überführung erfolgt auf Rahmenbauwerken von je 130 m Länge mit vorgelagerten Rampen. Am Abzweig Frankfurter Straße fädelt die Aggertalbahn höhenfrei aus den S-Bahn-Gleisen aus, während das S-Bahn-Gleis in Richtung Flughafen das Ferngleis in Richtung Hauptbahnhof höhengleich kreuzt. Für den Bereich der südlichen Einfädelung wurde der Bahnhof von Porz-Wahn grundlegend umgebaut.
Außerhalb der Tunnel verläuft die Strecke von der Ausfädelung der Aggertalbahn bis zur Rampe des Überwerfungsbauwerks in Porz-Wahn in einem Geländeeinschnitt, der im nördlichen Teil in engem Abstand parallel zur Bundesautobahn 59 verläuft.
Von 15,19 km verlaufen 2,50 km der Strecke ebenerdig, 5,01 km im Einschnitt, 1,01 km in Dammlage, 5,26 km im Tunnel sowie 1,41 km auf Brücken und Rampen. Insgesamt wurden 13 Kreuzungsbauwerke errichtet. Die Strecke liegt vollständig auf dem Gebiet der Stadt Köln.
Der Umwegfaktor liegt bei 1,9.

## Geschichte

### Entscheidung
Die Entscheidung für die Anbindung des Flughafens ist eng verbunden mit der Geschichte der Schnellfahrstrecke Köln–Rhein/Main. Bei der Realisierung dieser Strecke musste zunächst eine Entscheidung zwischen dem Rad-Schiene-System und dem Transrapid, einer Magnetschwebebahn, getroffen werden. Der Ingenieur Hans Georg Raschbichler, ein Befürworter der Transrapid-Lösung, stellte eine Fahrzeit von 15 Minuten zwischen den Terminals des Flughafens Köln/Bonn und des Flughafens Düsseldorf in Aussicht. Der Transrapid konnte sich allerdings nicht durchsetzen, stattdessen wurde die Schnellfahrstrecke Köln–Rhein/Main mit dem konventionellen Rad-Schiene-System projektiert.
Zu Beginn der Planungen war die Realisierung der Anbindung des Flughafens Köln/Bonn noch ungewiss: Von der Bundesregierung wurde die Flughafenanbindung am 20. Dezember 1989 im Rahmen der Grundsatzentscheidung für eine rechtsrheinische Führung der Neubaustrecke vorgeschlagen. In der von der damaligen Bundesbahn am 8. März 1991 vorgestellten Neubaustrecken-Trassierung schlug die Behörde die Anbindung des Flughafens aus wirtschaftlichen Gründen nicht vor; eine spätere Realisierung sollte jedoch möglich sein. Mitte 1991 schlug die Landesregierung von Nordrhein-Westfalen der Deutschen Bundesbahn vor, die Schnellfahrstrecke Köln–Rhein/Main über den Flughafen zu führen. Die DB lehnte dies unter anderem aus wirtschaftlichen Gründen ab.
Mitte 1992 rechnete die Bundesbahn mit Kosten von rund 900 Millionen DM (Preisstand: 1992). Die Strecke habe sich dabei – obwohl wirtschaftlich günstiger und umweltverträglicher als eine Führung der Neubaustrecke über den Flughafen – einer „normalen wirtschaftlichen Legitimation“ entzogen. Die Finanzierung blieb ungeklärt.
Mit der Flughafenschleife wurde auch die von der Landesregierung Nordrhein-Westfalens gewünschte und im Landesentwicklungsprogramm sowie Gebietsentwicklungsplan des Regierungsbezirks Köln niedergelegte, Schnellverbindung zwischen den Flughäfen Köln/Bonn und Düsseldorf realisiert. Als weiteres Ziel wurden darin u. a. die verbesserte Anbindung des Flughafens Köln/Bonn an die Städte Köln und Bonn sowie der Ausbau des Flughafens zu einem Luft-Schiene-Verkehrsknotenpunkt festgelegt.
Vor Eröffnung des Flughafenschleife bestand eine ÖPNV-Anbindung des Flughafens per Bus an die Hauptbahnhöfe Köln und Bonn. Auf der Straße wird der Flughafen insbesondere über die Bundesautobahn 59 und eine Zubringerstraße erreicht.
Die Errichtung der Flughafenschleife wurde maßgeblich durch erwartete, starke Zunahmen des Luftverkehrs begründet. Durch die Schienenanbindung sollten auch Kapazitätsreserven des Flughafens erschlossen und Flugverkehre vom bedingt erweiterungsfähigen Flughafen Düsseldorf verlagert werden. Für die Flughafenschleife sprachen aus Sicht des Bundesverkehrsministeriums Ende der 1980er Jahre auch die Möglichkeit, Flugverkehr auf die Schiene zu verlagern sowie die Entlastung der Flughäfen Düsseldorf und Frankfurt.
Laut einer repräsentativen Befragung von 24.000 Fluggästen aus dem Jahr 1998 reisten damals elf Prozent der Gäste mit dem Linienbus zum Flughafen an. 57 Prozent kamen mit dem eigenen Auto, 21 Prozent mit dem Taxi. Nach Fertigstellung der Schienenanbindung wollten demnach wenigstens 58 Prozent der Reisenden, die damals mit Pkw, Taxi oder Mietwagen anreisten, mit der Bahn anreisen. Durch die Einstellung des Linienbusverkehrs sollten auch diese Anreisemöglichkeit nutzende Fluggäste überwiegend auf die Bahn umsteigen. Prognosen gingen von rund 4,6 Millionen Nutzern der ICE- und S-Bahn-Anbindung für das Jahr 2003 aus.

### Planung
Nach der Entscheidung des Bundeskabinetts, die geplante Schnellfahrstrecke Köln–Rhein/Main über den Flughafen Köln/Bonn zu führen, wurden drei grundsätzliche Varianten der Anbindung, jeweils mit Untervarianten, entwickelt. In der Abwägung wurde die realisierte Bogen-Sehne-Lösung entwickelt. Ausschlaggebend dafür waren die Möglichkeit, eine möglichst schnelle, direkte Verbindung zwischen dem Rhein/Main- und dem Rhein/Ruhr-Gebiet zu schaffen (Anliegen der Bahn) und gleichzeitig dem Anliegen des Landes und der Region Rechnung zu tragen, den Flughafen an das regionale und überregionale Schienennetz anzubinden.
Die Flughafenschleife war das erste Bauprojekt in Nordrhein-Westfalen, bei dem im Rahmen des Raumordnungsverfahrens eine Umweltverträglichkeitsuntersuchung durchgeführt wurde. Das Ergebnis dieses Verfahrens stimmte mit den Erfordernissen von Raumordnung und Standortplanung überein. Entsprechend der Betroffenheiten wurde das Projekt in vier Planfeststellungsabschnitte (PFA) untergliedert:
- PFA 81: Parallelstrecke zur vorhandenen Strecke Köln–Gummersbach (Streckenkilometer 0,0 bis 8,790)
- PFA 82: Wahner Heide: Querung landwirtschaftlich genutzter Flächen, eines Naherholungs- und Naturschutzgebietes sowie des Gestüts Röttgen (bis Streckenkilometer 14,337)
- PFA 83: Bahnhof Köln/Bonn Flughafen: Verlauf weitgehend auf dem Flughafengelände bei zeitlicher und räumlicher Abhängigkeit der Baumaßnahme von den vorhandenen Anlagen sowie der geplanten Erweiterung des Flughafengeländes (bis Streckenkilometer 16,344)
- PFA 84: Abzweig Süd: Führung der Trasse in der Hermann-Löns-Straße, Querung landwirtschaftlich genutzter Flächen (bis Streckenkilometer 20,708)

Anfang 1998 erteilte das Eisenbahn-Bundesamt den Planfeststellungsbeschluss für den 4,4 Kilometer langen Planfeststellungsabschnitt zwischen dem Portal des Flughafentunnels und der südlichen Einfädelung in die Stammstrecke.
Die Unterlagen zur Planfeststellung wurden 1996 eingereicht. Anregungen, Bedenken und Forderungen von betroffenen Bürgern und Trägern öffentlicher Belange führten zu wesentlichen Planänderungen. Neben einer Verlängerung des Tunnels Schloss Röttgen und einer Gradientenabsenkung wurden dabei beispielsweise auch zusätzliche Brücken eingeplant.
In allen vier Abschnitten ergingen in der ersten Jahreshälfte 1998 die Planfeststellungsbeschlüsse. Zahlreiche Einsprüche verzögerten das Projekt. Insbesondere eine Klage der Mehl-Mülhens-Stiftung gegen den Planfeststellungsbeschluss im PFA 82 führte zu einer mehrjährigen Verzögerung des gesamten Projekts. Die Klagen der Stiftung, die Mitte 1999 vor dem Oberverwaltungsgericht Münster verhandelt wurden, war im Zuge des vorläufigen Rechtsschutzes aufgrund mangelnden Erfolgsaussichten keine aufschiebende Wirkung zugesprochen worden. Die Stiftung forderte eine Verlängerung des Tunnels auf dem Gebiet des Schlosses Röttgen. Die Betreiber des Gestüts fürchteten eine starke Lärmbelastung, insbesondere bei der Ein- und Ausfahrt der Züge aus dem Tunnel, und damit verbundene Einschränkungen in der Fortpflanzungsfähigkeit der Tiere. Kritiker verwiesen indes auf die Lage des Gestüts zwischen Bahngleisen, Schnellstraße und der Einflugschneise des Flughafens.
Nach dem Planungsstand von Ende 1998 war auch ein Güterverkehrsanschluss des Flughafens vorgesehen.
Im Rahmen eines Kompromisses einigten sich das Land Nordrhein-Westfalen und die Stiftung schließlich auf die Verlängerung des Schloss-Röttgen-Tunnels um 530 auf 1047 Meter. Nach Abschluss des entsprechenden Planänderungsverfahrens zog die Mehl-Mülhens-Stiftung schließlich die letzte ihrer drei Klagen vor dem Oberverwaltungsgericht zurück, der Planfeststellungsbeschluss war damit am 2. Februar 2001 wirksam. Die direkten Mehrkosten belaufen sich auf 7,7 Millionen Euro. Während der Verzögerungen erfolgte für die gesamte Anbindung der Grunderwerb in Höhe von rund 35 Hektar sowie Betriebsverlagerungen. Die durch die Verhandlung mit dem Gestüt entstandene Bauverzögerung wird von der Deutschen Bahn mit rund 18 Monaten angegeben. Dadurch sei auch die rechtzeitige Fertigstellung der Schleife zur Inbetriebnahme der Schnellfahrstrecke (2002) nicht möglich gewesen.
Das Projekt wurde in vier Baulosen vergeben:
1. Das 3,4 km lange Los 1 wurde an Ed Züblin vergeben. Beim Bau der Brücken über die A4 wurden, erstmals bei Eisenbahnbrücken in Deutschland, vorgespannte Halbfertigteile eingesetzt.
2. Das komplett im Einschnitt liegende Los 2: wurde an Wolff & Müller Bau (Köln) vergeben.
3. Die 5,45 km lange Flughafenanbindung (Los 3) wurde an die Arbeitsgemeinschaft Flughafenanbindung Köln/Bonn, Los 3 (Unternehmen E. Heitkamp, Wayss & Freytag Ingenieurbau, F.C. Trapp) vergeben.
4. Das 2,2 km Los 4 wurde an die Arbeitsgemeinschaft Flughafenanbindung Los 4, bestehend aus den Unternehmen Bilfinger Berger AG (Köln) und Walter Bau (Düsseldorf) vergeben.

Mit der Einrichtung der Leit- und Sicherungstechnik wurde Siemens beauftragt.
Ein Prognos-Gutachten im Auftrag der nordrhein-westfälischen Landesregierung ermittelte Mitte der 1990er Jahre einen Nutzen-Kosten-Faktor von 2,17 für das Projekt. Langfristig sollte demnach allein die S-Bahn-Anbindung 16.000 Arbeitsplätze in der Region sichern. Im Abschnitt zwischen Köln und dem Flughafen wurden 33.000 Fahrgäste pro Tag erwartet. Zwischen Flughafen und Troisdorf wurden etwa 24.000 Reisende prognostiziert. 10.000 Beschäftigte sowie 30 Prozent der Flugreisenden sollten laut Prognosen per Bahn zum Flughafen kommen. Die Bahnanbindung sollte maßgeblich zur Steigerung der Fluggastzahlen von 5,3 Millionen (1996) auf 7,5 bis 8 Millionen (nach Eröffnung der Flughafenschleife) beitragen. Neben 17.000 neuen Arbeitsplätzen sollten tausende weitere gesichert werden.

#### Finanzierung
Anfang Mai 1998 unterzeichneten Bundesbauminister Oswald, Ministerpräsident Clement und die Flughafen-Geschäftsführer Heinz Gombel und Wolfgang Klapdor die Finanzierungsvereinbarung für den Bau der Schleife. Die geplanten Kosten lagen bei rund 1,04 Milliarden D-Mark. Davon sollten 500 Millionen D-Mark im Rahmen des (insgesamt 2,8 Milliarden DM umfassenden) Bonn-Berlin-Ausgleichs durch den Bund, 435 Millionen DM durch das Land und 105 Millionen D-Mark durch den Flughafen aufgebracht werden. Zu diesem Zeitpunkt waren noch Klagen vor dem Oberverwaltungsgericht Münster gegen die Schleife anhängig.
Am 20. September 1999 unterzeichneten Vertreter des Landes, der Deutschen Bahn, der Flughafen Köln/Bonn GmbH sowie des Verkehrsverbundes Rhein-Sieg den Vertrag zum Bau der Flughafenschleife. Die Fertigstellung war für das Jahr 2002 vorgesehen. Die geplanten Gesamtkosten der Schleife (einschließlich Flughafenbahnhof und S-Bahn-Haltepunkte Frankfurter Straße) lagen bei rund einer Milliarde D-Mark. Davon entfielen 500 Mio. DM auf den Bund (Berlin/Bonn-Ausgleich), 435 Mio. DM auf das Land Nordrhein-Westfalen sowie 105 Mio. DM auf die Flughafen Köln/Bonn GmbH. Die geplanten Kosten für den Flughafenbahnhof beliefen sich auf knapp 60 Mio. Euro. Im April 2000 wurden die Mittel in Höhe von 532 Millionen Euro für den Bau der Flughafenverbindung freigegeben.
Am 4. Dezember 2000, dem Tag des offiziellen Baubeginns der Flughafenschleife, unterzeichneten Vertreter der Deutschen Bahn, des nordrhein-westfälischen Verkehrsministeriums und des Zweckverbandes die Finanzierungsvereinbarung für die Errichtung der S-Bahn-Linie S 12 und S 13. Zugleich wurden die Verträge für den Ausbau der S-Bahn-Linien 12 bzw. dem Bau der S-Bahn-Linie 13 unterzeichnet; für 750 Millionen DM sollte die S-Bahn-Infrastruktur rechts des Rheins bis 2006 ausgebaut werden. Die S-Bahn-Anbindung des Flughafens wurde damit zunächst über einen Zeitraum von 20 Jahren geregelt.
Die bautechnischen Leistungen in allen vier Losen wurden Anfang 1998 ausgeschrieben und Ende 1998 an vier Unternehmen bzw. Bietergemeinschaften optional vergeben. Für die Lose eins, zwei und vier wurden die Optionen im Juni/Juli 2000 eingelöst, für das Los zwei im Februar 2001, nach Abschluss des Planänderungsverfahrens zur Tunnelverlängerung.

### Bau
Anfang 1997 war der Baubeginn für Herbst gleichen Jahres und die Inbetriebnahme für 2001 geplant. Auf dem Flughafengelände begannen im Oktober 1997 die vorbereitenden Arbeiten für den Tunnelbau.
Nach dem Stand von Ende 1997 sollte der Bau der Flughafenschleife Anfang 1998 begonnen werden. Mitte 1998 hatten die Arbeiten an dem Bahnhof begonnen.
Mit dem ersten Spatenstich begannen am 4. Dezember 2000 im Bahnhof Porz-Wahn die Bauarbeiten an der Flughafenschleife. Vertreter der Deutschen Bahn, des nordrhein-westfälischen Verkehrsministeriums und des Zweckverbandes Rhein/Sieg setzten dabei eine hydraulische Ramme in Bewegung, die den ersten Rammschlag ausführte. Die kommerzielle Inbetriebnahme war dabei für Ende 2003 geplant. Mit Ausnahme des Abschnitts 82, in dem ein Planänderungsbeschluss für die Verlängerung des Schloss-Röttgen-Tunnels (und weiteren Maßnahmen) ausstand, liefen die Maßnahmen in allen Abschnitten an.
Im südlichen Abschnitt waren die Bauarbeiten bereits im August 2001 abgeschlossen worden.
Im Bereich der nördlichen Ausfädelung wurde in einem ersten Schritt ein eingleisiger Tunnel unter dem entstehenden Verzweigungsbauwerk erstellt, der seit Dezember 2003 von der S 12 in Fahrtrichtung Köln genutzt wird. Darüber hinaus erfolgte eine Aufschüttung am Rand des angrenzenden Baggersees zur Aufweitung der Bahnanlage für den Regional- und Fernverkehr. Rund 350.000 m³ kiesige Sande, gewonnen aus den Überschussmassen an anderen Streckenteilen, wurden in Tiefen bis zu etwa 15 Metern in den See einer ehemaligen Kiesgrube versenkt. Das Verzweigungsbauwerk ist bereits für die zukünftig geplante Verlängerung der Schnellfahrstrecke von Porz bis Deutz dimensioniert.

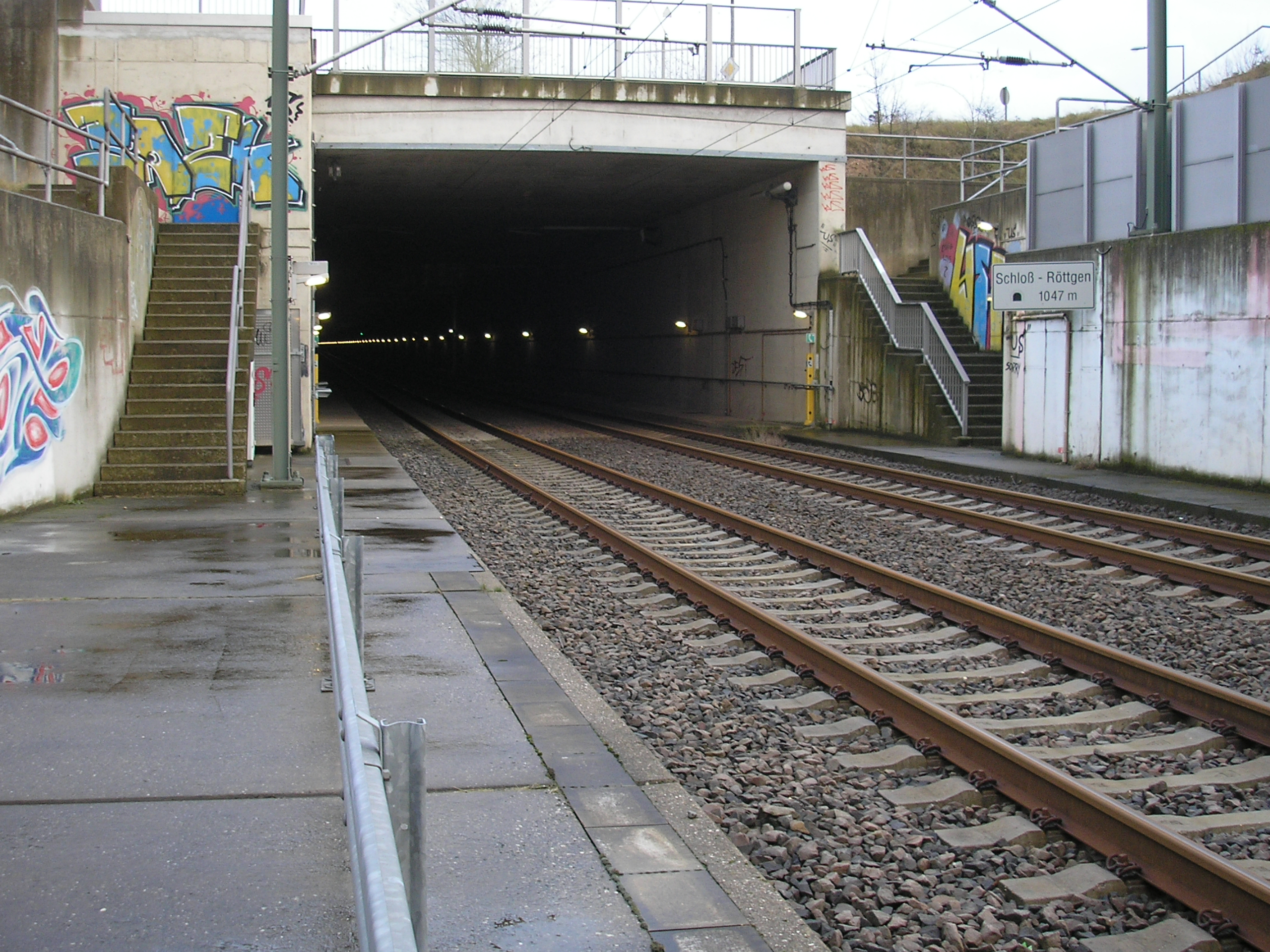
Tunnel Schloss Röttgen Nordportal

Die beiden Tunnel wurden weitgehend in offener Bauweise angelegt. Um ökologische Eingriffe zu minimieren, wurden die Tunnel in Abschnitten errichtet. Der Tunnel Schloss Röttgen wurde in ganzer Länge als geschlossener Rahmen vorangetrieben. Das Verfahren kam auch beim Großteil des Flughafentunnels zur Anwendung. Lediglich zur  Unterquerung der Hermann-Löns-Straße, die im Grundwasser bei beengten Bauverhältnissen erstellt wurde, kam eine kombinierte Schlitzwand-Deckel-Bauweise zur Anwendung. Aus Sicherheitsgründen wurden während der Bauphase in diesem Abschnitt, in einem Längsabstand von 80 Metern, Querschotten eingebaut. Entlang des Flughafentunnels mussten vor Beginn der Bauphase ein Kerosinlager sowie zahlreiche Leitungen verlegt und später zurückverlegt werden.
Weitere Bauwerke umfassen, von Nord nach Süd:
- eine Eisenbahnbrücke über die A 4
- eine Eisenbahnbrücke über die Frankfurter Straße. Auf der Brücke verlaufen zwei Ferngleise und zwei S-Bahn-Gleise mit Mittelbahnsteig. Die Straße wurde im Rahmen der Bauarbeiten um rund sieben Meter abgesenkt und war während der Bauphase verlegt worden.
- ein Kreuzungsbauwerk der S-Bahn mit der Trasse Köln–Gummersbach
- eine Straßenüberführung am Maarhäuser Feld
- eine Brücke über den Mühlenweg
- eine Brücke über die Frankfurter Straße Süd.

Darüber hinaus wurden diverse Wirtschafts-, Rad- und Fußgängerüberführungen erstellt. Für das Projekt wurden rund 2,85 Mio. Kubikmeter Erdmassen bewegt sowie 415.000 m³ Beton und 43.500 t Betonstahl verbaut.
Die Anbindung des Flughafens an die Schnellfahrstrecke ist die bedeutendste Ausgleichsmaßnahme für die Region Bonn aus der Vereinbarung über die Ausgleichsmaßnahmen für die Region Bonn. Im Zusammenhang mit der Finanzierung aus dem Bonn/Berlin-Ausgleich wird aus Bonn bemängelt, dass die Verlängerung der S 13 von Troisdorf nach Bonn nicht gleichzeitig gebaut wurde. Dieser Teil des Projektes befindet sich seit 2016 im Bau.

### Inbetriebnahme
Die Flughafenschleife wurde am 12. Juni 2004 ihrer Bestimmung übergeben.

### Ausblick
Um den erwarteten Mehrverkehr der 2020er Jahre bewältigen zu können, soll die Flughafenschleife zunächst bis in den Bereich des heutigen Abzweigs Köln Steinstraße verlängert werden. Ein darüber hinausgehender Ausbau bis Köln Messe/Deutz ist perspektivisch für den Verkehr der 2030er Jahre vorgesehen.
Im dritten Gutachterentwurf des Deutschlandtakts sind zusätzliche Verknüpfungen zwischen Schnellfahrstrecke und Siegstrecke am nördlichen Ende der Flughafenschleife hinterlegt. Dafür sind, zum Preisstand von 2015, Investitionen von 172 Millionen Euro vorgesehen.

## Betrieb

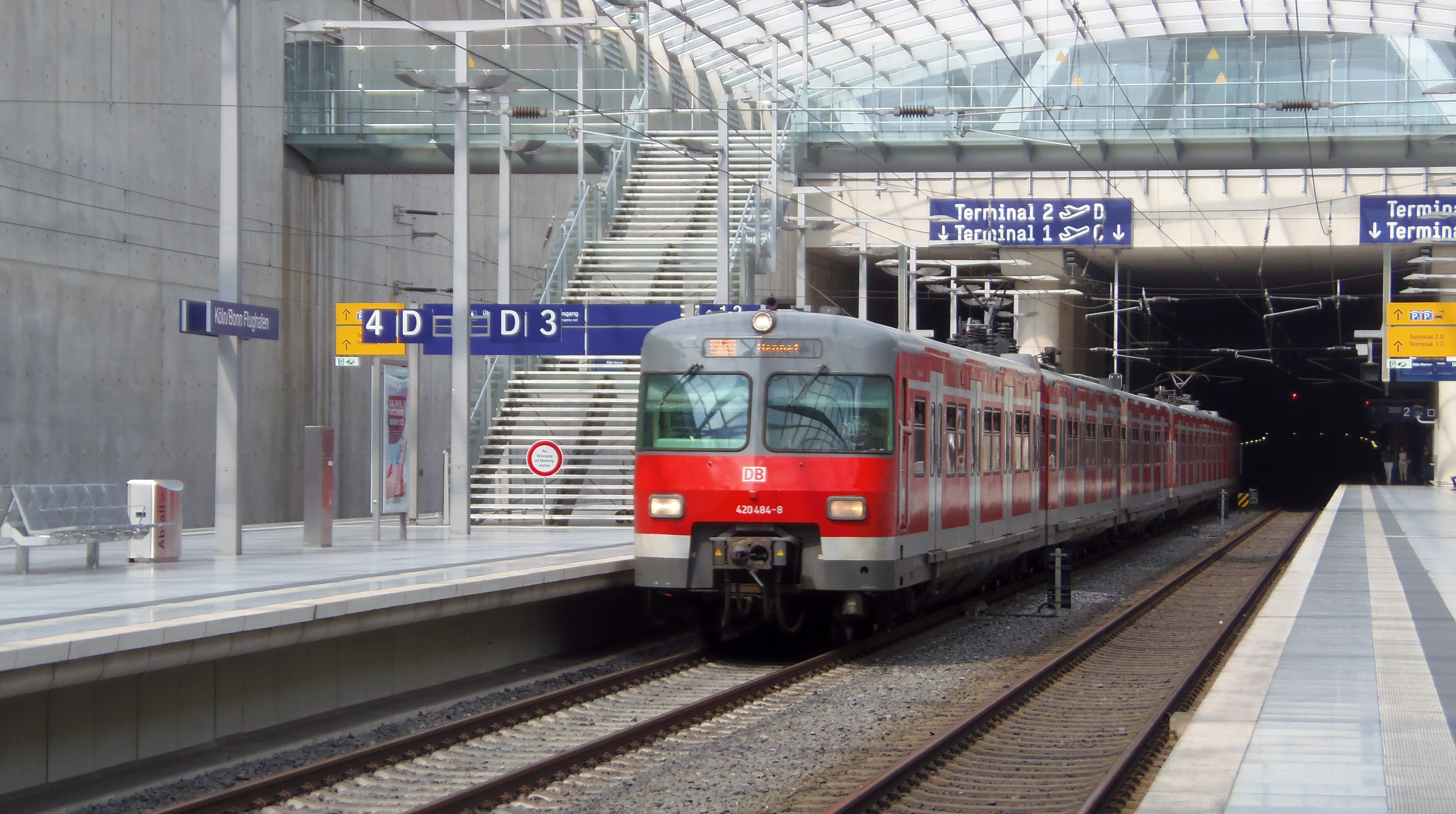
BR 420 der S-Bahn Köln im Flughafenbahnhof, Durchfahrt als S12 ohne Halt wegen einer Baustellenumleitung im August 2016

1997 und 2001 war geplant, stündlich zwei ICE-Züge sowie drei S-Bahn-Züge pro Richtung über den Flughafenbahnhof verkehren zu lassen. Dabei waren im Fernverkehr Verbindungen nach Frankfurt, Brüssel/Paris, Amsterdam und Hannover/Berlin vorgesehen. Erste Prognosen hatten erwartet, dass 30 Prozent der Flugreisenden zukünftig mit der Bahn an- und abreisen würden. Kritiker bemängeln, dass nie konkretisiert worden sei, um welche ICE-Linien es sich dabei handeln würde.
Mit der Eröffnung der Schleife wurde die neue S-Bahn-Linie S 13 eingelegt, die in 14 Minuten zwischen Hauptbahnhof und Flughafenbahnhof verkehrte (tagsüber im 20-, abends im 30-Minuten-Takt) und eine Schnellbuslinie ersetzte. Zusätzlich verkehrt die Regionalbahn-Linie RB 27 (Koblenz–Bonn-Beuel–Köln–Mönchengladbach) über den Flughafenbahnhof statt über Porz (Rhein) im 60-Minuten-Takt. Im Fernverkehr wurden 27 ICEs von und in Richtung Ruhrgebiet angeboten, abends bedienten zwei Züge (ICE 522 nach Köln und 627 nach Frankfurt) den Bahnhof über die Schnellfahrstrecke Köln–Rhein/Main. Für Dezember 2004 war eine „deutliche Ausweitung“ des ICE-Angebotes über die Schnellfahrstrecke geplant. Zum Fahrplanwechsel am 11. Dezember 2005 wurde das bis dahin zweistündliche Zugangebot auf der Linie Köln–Wiesbaden–Stuttgart auf einen weitgehenden Vier-Stunden-Takt reduziert. Die Deutsche Bahn begründete dies mit mangelnder Nachfrage.
Wichtigster Verkehrsträger auf der Flughafenschleife ist die S-Bahn-Linie S 13 Köln–Troisdorf mit 58 Zugpaaren an Werktagen. Besonders die Anbindung in Richtung Süden wird nur sehr schwach bedient.
Im Regionalverkehr wird die Flughafenschleife auch noch durch die Regional-Expresslinie RE 8 Mönchengladbach-Koblenz (Rhein-Erft-Express) stündlich bedient. Mit der Eröffnung der Schleife erhielt diese zuvor über Porz verkehrende Regional-Express-Linie eine neue Linienführung über den Flughafen Köln/Bonn. Allerdings erreicht der erste Zug aus Richtung Süden (Stand 2014) erst nach 7 Uhr, an Sonntagen nach 10 Uhr, den Flughafen, wodurch die meisten Flugverbindungen der Morgenspitze aus Richtung Bonn und Koblenz nur mit Umsteigeverbindungen erreichbar sind.
Die von der Politik geforderte Bedienung der Flughafenschleife durch den RE 9 Aachen–Siegen (Rhein-Sieg-Express) wurde wegen fehlender Fahrzeitreserven nicht realisiert, allerdings wird die S 13 in den Nachtstunden einmalig nach Aachen durchgebunden. Zusätzlich wurde eine stündliche Linie S 19 Düren–Köln-Siegburg–Herchen über die Flughafenschleife zum Fahrplanwechsel im Dezember 2015 realisiert und im Dezember 2016 bis Au(Sieg) erweitert.
Die anfangs stündlich am Flughafen haltenden ICE-Züge des „Ruhr-Flügels“ der Linie Köln/Bonn–Berlin wurden auf einen Zug montags bis freitags nach Berlin reduziert. Diese Züge enden am Flughafen, was ein Betriebshindernis darstellt, da der Flughafenbahnhof als reiner Durchgangsbahnhof geplant war und auch der weitere Verlauf der Flughafenschleife keine Wendemöglichkeit vorsieht. Da der Bahnhof nur über sehr eingeschränkte Weichenverbindungen verfügt, müssen diese Züge an den eigentlich für S-Bahnen reservierten Innengleisen des Bahnhofs wenden. In der Folge müssen teilweise S-Bahnen in Richtung Köln am 20 Zentimeter niedrigeren Außenbahnsteig halten, wodurch eine Stufe zwischen Bahnsteig und Fahrzeugboden entsteht.
Zeitweilig war bei dieser ICE-Linie in Tagesrandlage ein Zugpaar über Koblenz nach Trier durchgebunden. Dieses war erst nach umfangreichen Messungen im Abzweig Porz-Wahn Nord möglich, da die dortigen Unterführungen nur für ein S-Bahn-Lichtraumprofil ausgelegt wurden, das für den eingesetzten ICE 2 zu schmal ist. Auch die Neigung der Rampen war als problematisch angesehen worden. Der eigentlich für ICE vorgesehene Weg über Porz-Wahn Süd und die Schnellfahrgleise kann nicht benutzt werden, da diese Gleise in Troisdorf keine Verbindung zur rechten Rheinstrecke haben. Im Jahresfahrplan 2009 wurde ein nächtliches IC-Paar der Linie Hamburg–Frankfurt über die Flughafenschleife geführt. Dies wurde jedoch wieder eingestellt.
Nach der Eröffnung der Flughafenschleife wurde sie auch von der zweistündlich verkehrenden ICE-Linie Köln–Mainz befahren. Diese ICE-Linie, inoffiziell auch als „RE 300“ bezeichnet, bediente viele Bahnhöfe (nicht Siegburg/Bonn) an der Schnellfahrstrecke inklusive des Kopfbahnhofs in Wiesbaden, wodurch die Fahrzeit gegenüber der linken Rheinstrecke keinen signifikanten Vorteil mehr brachte. Die Linie wurde seitdem bis auf einzelne Züge ausgedünnt.

## Technik
Die Flughafenschleife wurde mit Ks-Signalen ausgerüstet, im Bereich der südlichen Einführung in die Fernbahnstrecke liegt Linienzugbeeinflussung (ab Strecken-Km 17,8). Die Strecke ist im Nordteil an das Elektronische Stellwerk (ESTW) Köln-Deutz II, im Südteil an das ESTW Troisdorf angeschlossen. Beide werden seit Ende 2008 aus der Betriebszentrale Duisburg gesteuert. Außeneinheiten (ESTW-A) der Stellwerke gibt es an der Frankfurter Straße und am Flughafen.
Die Flughafenschleife ist weitgehend mit 130 km/h befahrbar. Im Bereich des Flughafentunnels liegt die zugelassene Höchstgeschwindigkeit wegen der sehr engen Kurven bei 80 km/h. Die Ein- und Ausfädelungen zur S-Bahn sind ebenfalls für 80 km/h zugelassen, die Ein- und Ausfädelungen in die Schnellfahrstrecke für 130 km/h.
Schallschutzwände waren lediglich im Bereich Porz-Wahn auf einer Länge von 2 × 950 m, in einer Höhe von 1,5 bis zwei Metern, zu erstellen. Zur Vermeidung von Schallreflexionen wurde die östliche Seitenwand der Rampe zum Überwerfungsbauwerk am Bahnhof Porz-Wahn (Fernbahn) schallabsorbierend ausgeführt.
Die Strecke ist überwiegend mit konventionellem Schotteroberbau ausgeführt, jedoch befindet sich im Flughafentunnel im Bereich der Unterquerung des Wohngebiets an der Hermann-Löns-Straße in Grengel ein kurzer Abschnitt elastisch gelagerter Schienen auf fester Fahrbahn, um Erschütterungen zu begrenzen.